# Kalon Barnes
Kalon Barnes (Silsbee, 16 dicembre 1998) è un giocatore di football americano statunitense che milita nel ruolo di cornerback per i Minnesota Vikings della National Football League (NFL).

## Carriera

### Carolina Panthers
Barnes al college giocò a football a Baylor. Il suo tempo di 4.23 nelle 40 yard alla NFL Scouting Combine fu il secondo più veloce dal 2003. Fu scelto nel corso del settimo giro (242º assoluto) nel Draft NFL 2022 dai Carolina Panthers. Fu svincolato il 30 agosto 2022.

### Miami Dolphins
Il 1º settembre 2022 Barnes firmò con la squadra di allenamento dei Miami Dolphins.

### Minnesota Vikings
Il 14 dicembre 2022 Barnes firmò con i Minnesota Vikings. La sua stagione da rookie si chiuse con 2 presenze.